# Laurent Belissen
Laurent Belissen est un compositeur français né à Aix-en-Provence le 8 août 1693 et mort à Marseille le 15 juillet 1762.

## Biographie
Après des études de musique à la maîtrise de la cathédrale Saint-Sauveur à Aix-en-Provence,, Laurent Belissen fait l'essentiel de sa carrière à l'abbaye Saint-Victor de Marseille ; il y est nommé maître de chapelle, succédant vers 1722 à Esprit Antoine Blanchard. Il dirige également l'« Académie des concerts » de la ville.

## Œuvres
Parmi ses œuvres, seuls quatre motets à grand chœur (quatre grands motets de type versaillais) ont été conservés ; son Magnificat et son Nisi Dominus ont été donnés au Concert spirituel à Paris, ; on a aussi de lui un Beatus vir et un Laudate, pueri.
L'Ensemble baroque Les Festes d'Orphée a enregistré trois grands motets, recréés par l’Ensemble :
- Laudate, pueri, Dominum (Psaume 112 (113)) dans Les Maîtres Baroques de Provence - Vol. II - 1999 - Parnassie éditions
- Magnificat et Nisi Dominus dans Les Maîtres Baroques de Provence - Vol. III - 2002 - Parnassie éditions

Ces oeuvres sont réunies dans un CD de compilation : Grands Motets en Provence : Magnificat, Nisi, Laudate – 2003 -
Collection Musiques des Cathédrales des Anciennes Provinces de France - Label K617 - Distribution Harmonia Mundi